# Merobruchus placidus
Merobruchus placidus är en skalbaggsart som först beskrevs av Horn 1873.  Merobruchus placidus ingår i släktet Merobruchus och familjen bladbaggar. Inga underarter finns listade i Catalogue of Life.